# Euproctis petasma
Euproctis petasma är en fjärilsart som beskrevs av Collenette 1932. Euproctis petasma ingår i släktet Euproctis och familjen tofsspinnare. Inga underarter finns listade i Catalogue of Life.